# 赫爾辛基路面電車

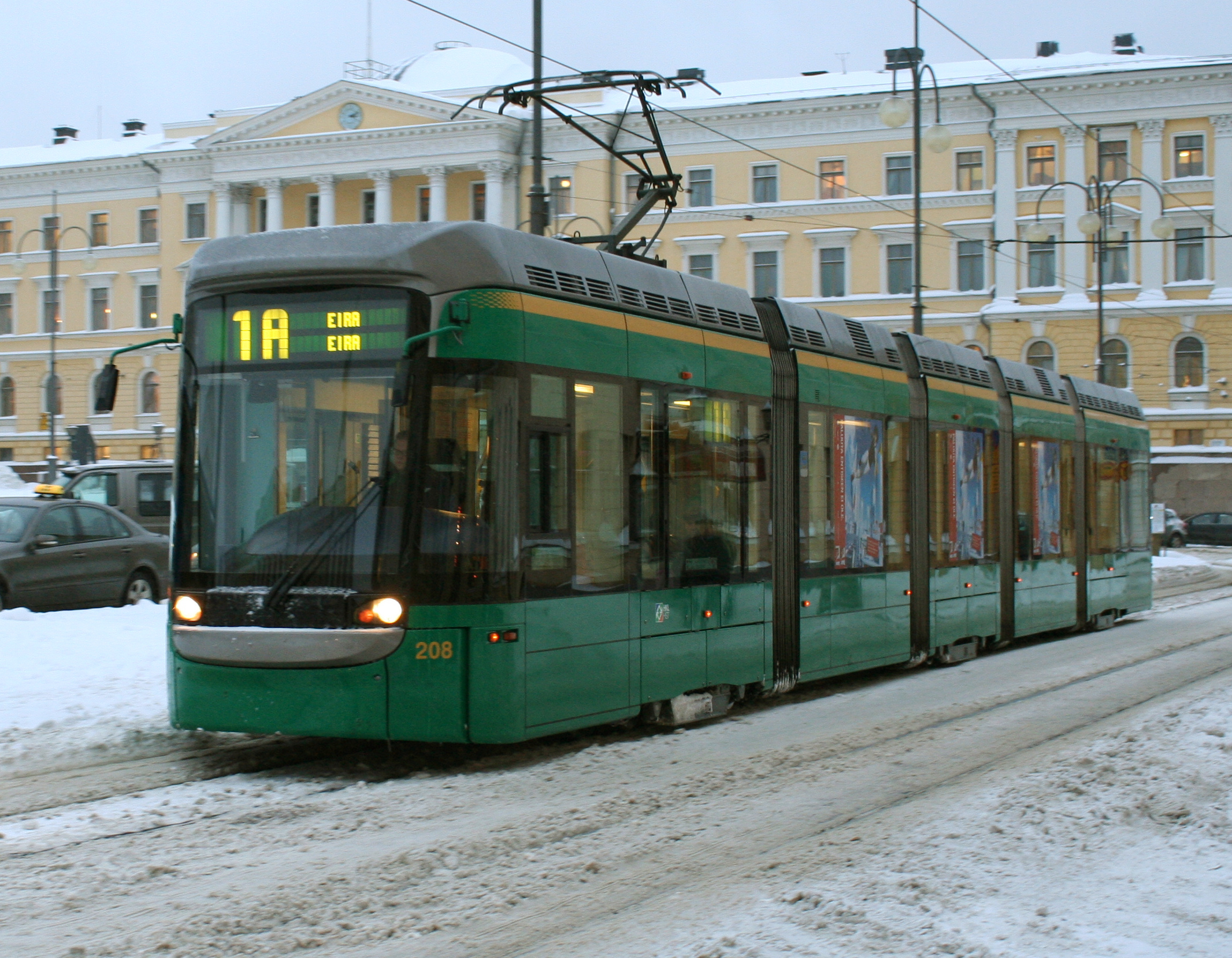
赫爾辛基路面電車

赫爾辛基路面電車（芬蘭語：Helsingin raitioliikenne）是芬蘭首都赫爾辛基的路面電車公共交通系統，由赫爾辛基地區交通管理局管理。2013年，赫爾辛基電車的年乘客數有5.67億人次。赫爾辛基路面電車是世界上歷史最久的路面電車系統之一。2017年，赫爾辛基路面電車全長約39 km（24.2 mi），有11條路線。

## 外部連結
- Helsinki City Transport official website
- Tram line route map （页面存档备份，存于） (Official map as of 2015)
- Raide-Jokeri （页面存档备份，存于） (Official website)